# Thiacidas basifurca
Thiacidas basifurca är en fjärilsart som beskrevs av Walker. Thiacidas basifurca ingår i släktet Thiacidas och familjen nattflyn. Inga underarter finns listade i Catalogue of Life.